# Bystronic
Bystronic ist ein weltweit tätiger Anbieter von Lösungen für die Blechbearbeitung. Im Fokus liegt die Automation des gesamten Material- und Datenflusses der Prozesskette Schneiden, Biegen und Schweissen. Zum Portfolio gehören Laserschneidsysteme, Abkantpressen sowie entsprechende Automations- und Softwarelösungen.
Der Hauptsitz des Unternehmens liegt in Niederönz (Schweiz). Vier weitere Entwicklungs- und Produktionsstandorte befinden sich in Gotha (Deutschland), in Tianjin (China) und in Shenzhen (China) sowie in Bilbao (Spanien). In über 30 Ländern ist Bystronic mit eigenen Verkaufs- und Servicegesellschaften aktiv und in zahlreichen weiteren Ländern mit Agenten vertreten.
Seit 1994 gehörte Bystronic zur Schweizer Industrieholding Conzzeta. Nachdem die übrigen Teile dieser Holding verkauft wurden, wurde Conzetta in Bystronic umbenannt. Seither werden die Aktien von Bystronic an der Schweizer Börse SIX Swiss Exchange unter dem Symbol BYS und der Kennzahl der früheren Conzzeta ISIN CH0244017502 gehandelt. Die Besitzverhältnisse der Hauptaktionäre sind die gleichen wie bei Conzzeta geblieben. Die Familien Auer, Schmidheiny und Spoerry halten zusammen 51,1 % der Stimmen und 29 % des Kapitals. Zu diesem Zweck gibt es zwei unterschiedliche Namensaktienkategorien A und B, wobei nur die Aktien A an der Börse kotiert sind.

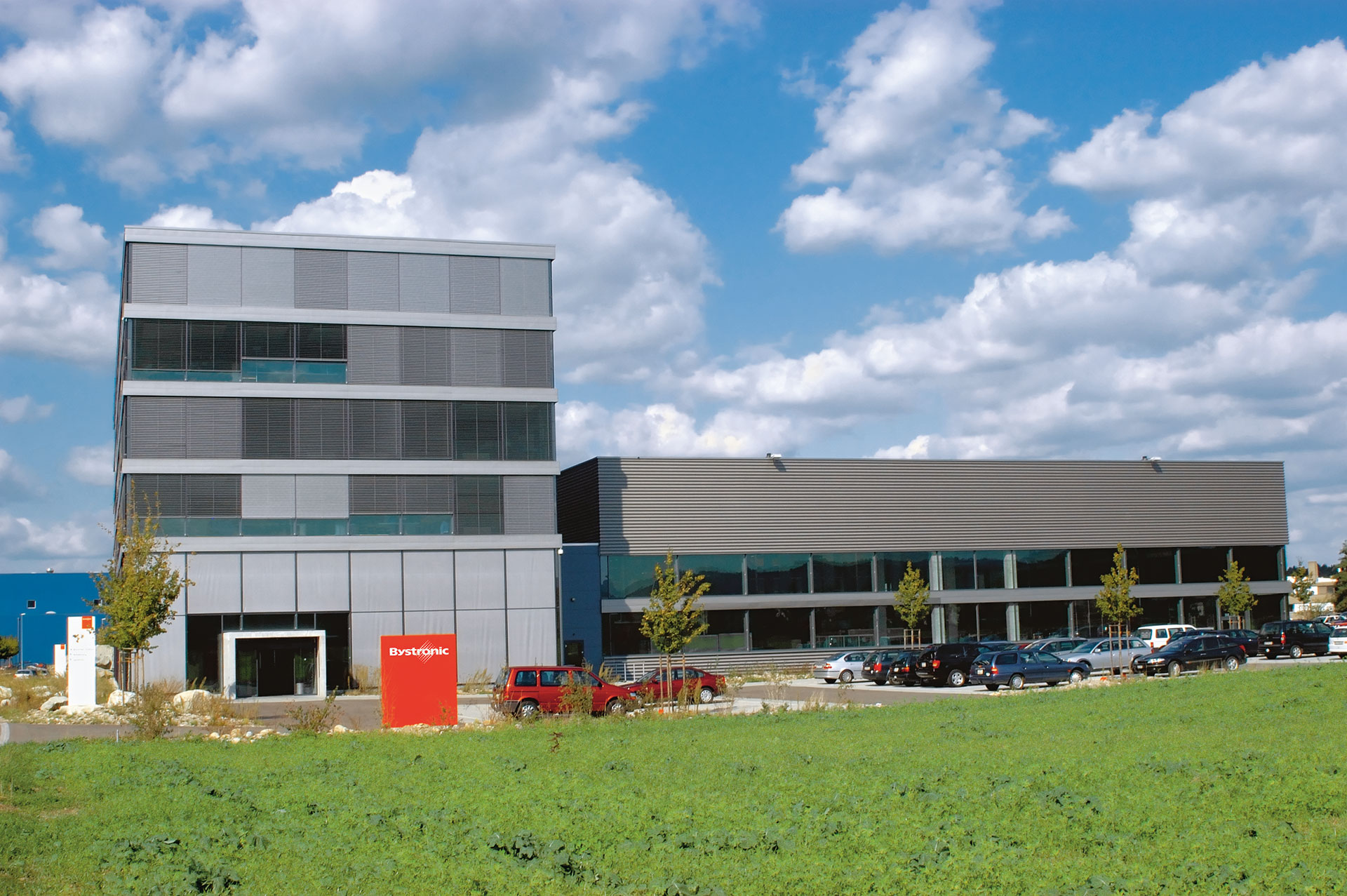
Bystronic Hauptsitz in Niederönz (Schweiz).

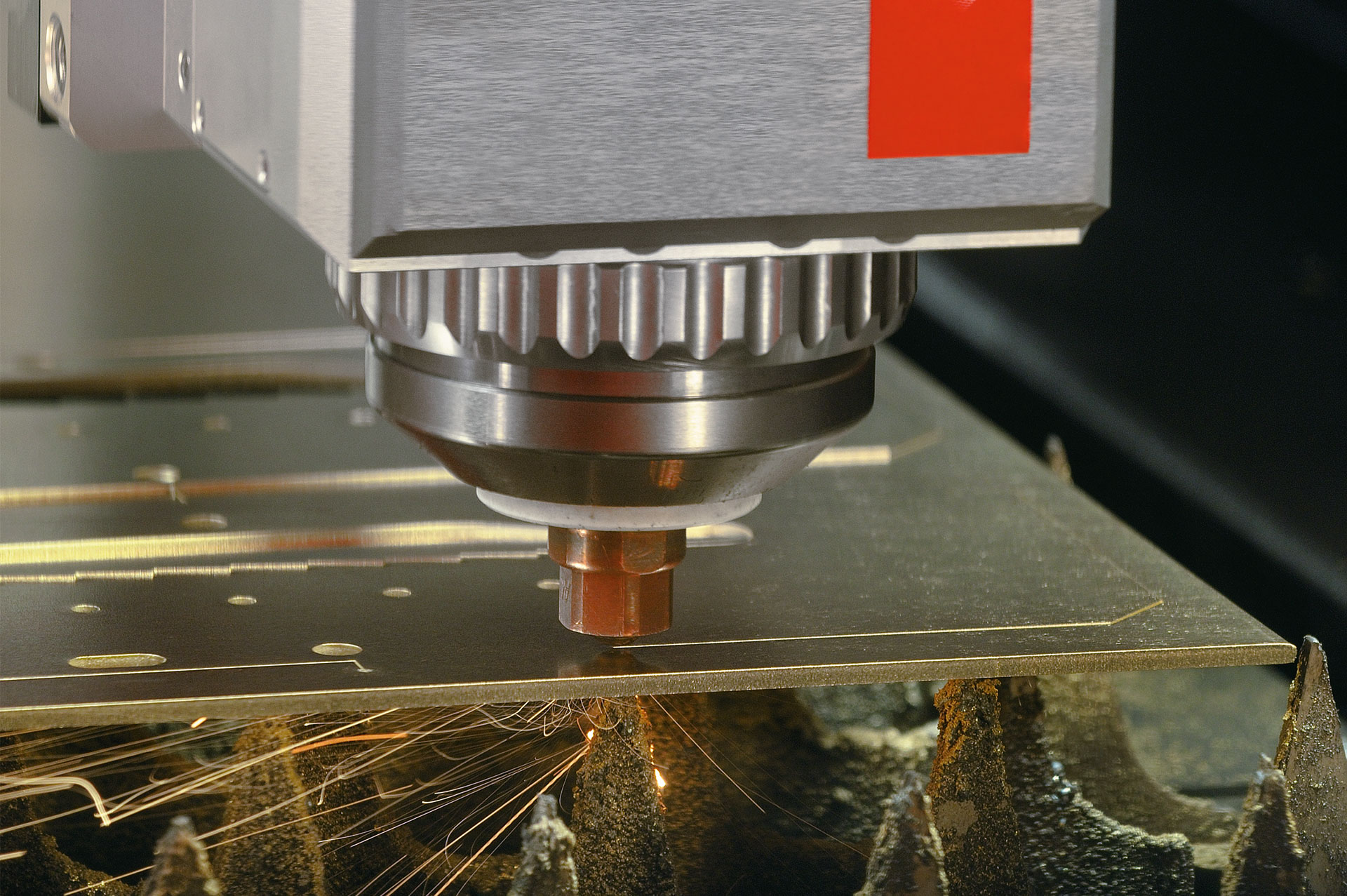
Faserlaser werden bei der Bearbeitung von dünnen bis mitteldicken Blechen eingesetzt.

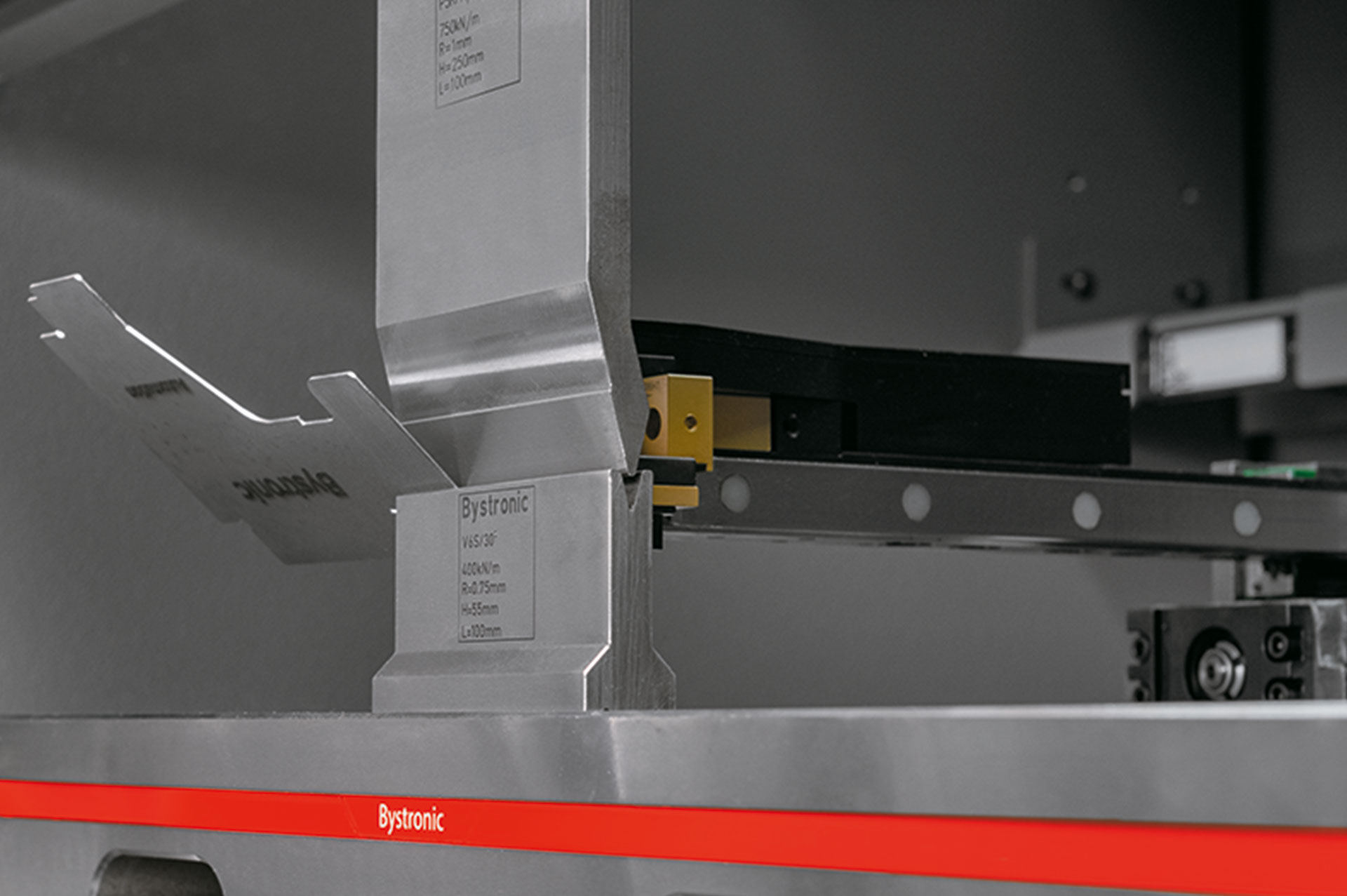
Beim Luftbiegen drückt der Stempel das Werkstück in die Öffnung der Matrize.

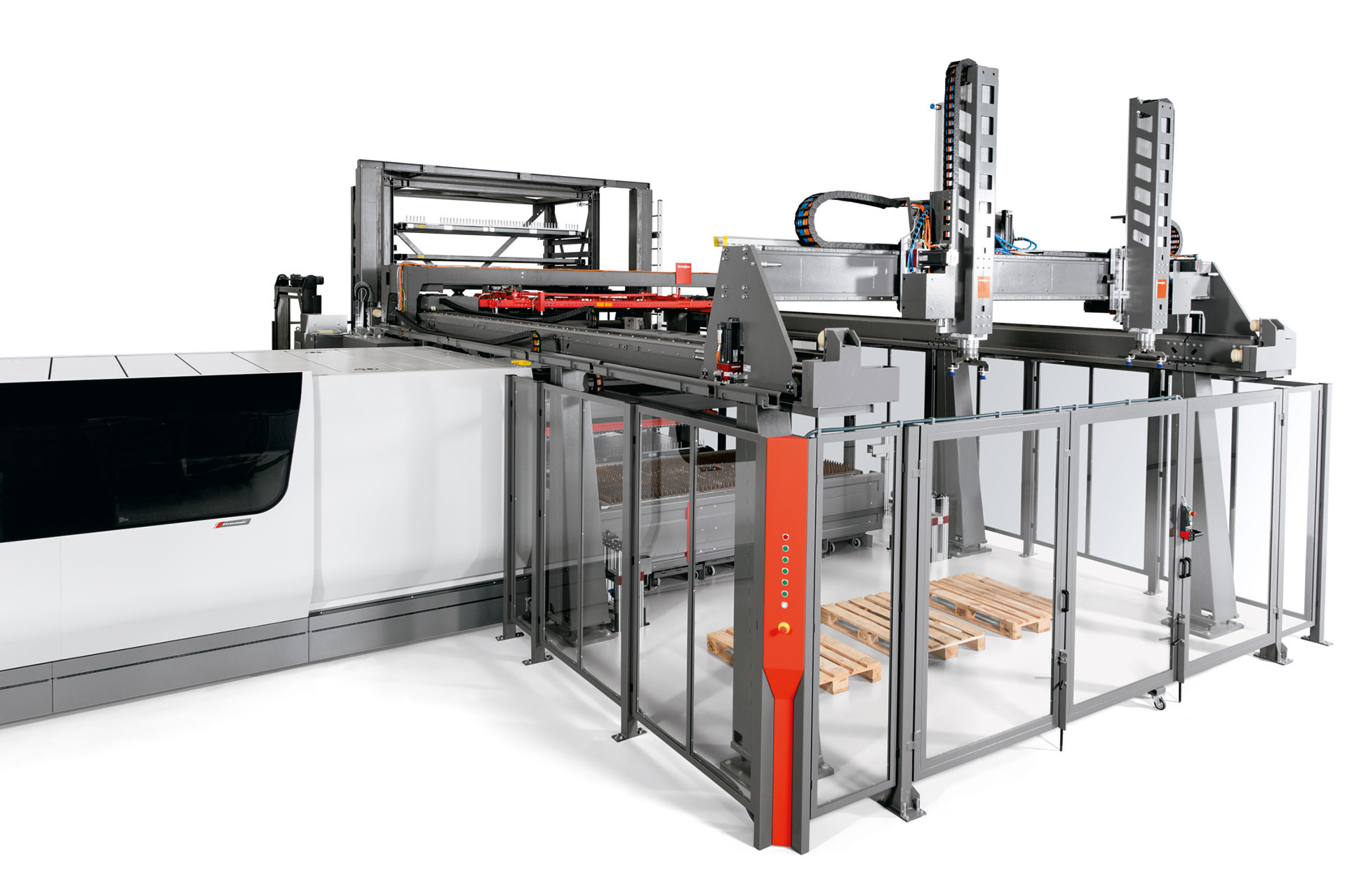
Automationslösungen organisieren den Materialfluss im Laserschneiden vollautomatisch.

## Geschichte
Das Unternehmen hat seinen Ursprung in der 1964 gegründeten Bystronic Maschinen AG. Diese spezialisierte sich auf Entwicklung, Produktion und Vertrieb von Systemlösungen für die Glasbearbeitung und begann Anfang der 1980er Jahre mit der Entwicklung von Laserschneidanlagen. Daraus entstand 1986 die Bystronic Laser AG, die noch im selben Jahr die Produktion und den Vertrieb von Laserschneidanlagen und 1989 der ersten Wasserstrahlschneidanlagen aufnahm.
1994 wurde das Unternehmen vom Zürcher Industriekonzern Conzzeta übernommen. Mit der Akquisition der schweizerischen Hämmerle AG stieg Bystronic 1997 erstmals in den Bereich Biegemaschinen (Abkantpressen) ein.
2002 wurden die beiden Geschäftsbereiche Blechbearbeitung (Bystronic) und Systeme für Glasbearbeitung (Bystronic glass) juristisch getrennt und bilden seither zwei getrennte Geschäftsbereiche innerhalb der Conzzeta Gruppe. Im selben Jahr wurde die Produktpalette im Bereich Biegen durch die Übernahme der Beyeler Gruppe mit ihrem Produktionsstandort in Gotha (Deutschland) ausgeweitet. Durch die Übernahme der AFM Fabtek in Tianjin erhielt Bystronic im Jahr 2002 einen Produktionsstandort in China.
In Asien, Europa und Amerika baut Bystronic ab Beginn der 2000er-Jahre ihr Netz an Verkaufs- und Servicegesellschaften stark aus: 2001 entstehen Niederlassungen in Mexiko und Spanien, 2002 in Brasilien und Österreich, 2003 in Holland, 2005 in Grossbritannien und der Ukraine, 2006 in Polen, 2007 in Tschechien und der Türkei, 2008 in Russland, 2009 in Rumänien und 2011 in Taiwan.
2016 beteiligt sich Bystronic an der chinesischen Firma DNE Laser in Shenzhen (China). Das Unternehmen ist seit seiner Gründung im Jahr 2008 auf die Entwicklung und Produktion von Faser- und Scheibenlasern im mittleren Marktsegment spezialisiert. Mit der Übernahme der Schweizer Firma FMG erweitert Bystronic 2016 ihr Technologie-Angebot um integrierte Hochregallager und Handlingsysteme für die Blechbearbeitung. Im selben Jahr gründet Bystronic neuen Niederlassungen in Japan, Australien und Ungarn.
2017 schliessen Bystronic und die italienische Firma TTM Laser eine strategische Partnerschaft. Diese Partnerschaft erweitert Bystronic im Jahr 2018 mit einer vollständigen Übernahme des Spezialisten für lasergestützte Rohr- und Profilbearbeitung.
2019: Durch die Übernahme des langjährigen Partners First Cut (PTY) Ltd. startet Bystronic den Direktvertrieb in Südafrika. Im selben Jahr folgt die vollständige Integration der Schweizer FMG sowie der italienischen TTM Laser in den Bystronic Brand, zudem eröffnet das Unternehmen eine Niederlassung in Thailand. Mit dem baskischen Software-Spezialisten für die Entwicklung von Software für intelligentes Produktionsmanagement, Kurago, geht Bystronic eine strategische Partnerschaft ein.
2020 übernimmt die Bystronic Niederlassung in Holland den langjährigen Servicepartner Weber Laserservice BV in Heteren, NL. Mit der am Nasdaq kotierten Unternehmen IPG Photonics aus Oxford, Massachusetts/USA vereinbart Bystronic eine strategische Partnerschaft. Gemeinsam entwickeln die beiden Technologieführer die nächste Generation von Faserlasern.
Mit der Beteiligung am Schweizer Unternehmen LIP Automation (Lösungen im Bereich industrielle Bildverarbeitung) sichert sich Bystronic weiteres technisches Know-how für die Beschleunigung der Biegeprozesse. Zudem übernimmt Bystronic die chinesische DNE Laser in Shenzhen (China) zu 100 %.
2021: Bystronic übernahm die Softwarefirma Kurago Software S. L. in Spanien, um Softwarelösungen für die Blechbearbeitung umfassender anbieten zu können.